# Dru C. Gladney
Dru Curtis Gladney (3. listopadu 1956, Pomona, Kalifornie  – 17. března 2022, Mt. Baldy) byl americký antropolog, prezident Pacific Basin Institute na Pomona College a profesorem antropologie. Gladney je také autorem čtyř knih a více než 100 vědeckých článků a kapitol v knihách s širokou škálou témat týkajících se asijského kontinentu.

## Osobní život, kariéra a výzkum
Dru Gladney se narodil a vyrůstal v Pomoně v Kalifornii a navštěvoval Westmont College. V roce 1987 získal doktorát v oboru sociální antropologie na University of Washington v Seattlu.
Dru Gladney se ve svém výzkumu zaměřil na etnický a kulturní nacionalismus v Asii, specializoval se na národy, politiku a kulturu Hedvábné stezky a muslimské Číňany (Hui). Jako dvojnásobný Fulbrightův vědecký stipendista v Číně a Turecku prováděl dlouhodobý terénní výzkum v západní Číně, Střední Asii a Turecku. Výsledky jeho práce se objevily na CNN, BBC, Voice of America, National Public Radio, al-Džazíra a v časopisech Newsweek, Time, The Washington Post, International Herald Tribune, Los Angeles Times a The New York Times.
Gladney nastoupil na Pomona College v roce 2006 jako profesor antropologie. Stal se prezidentem Pacific Basin Institute (Institut pacifické pánve) a vedoucím katedry antropologie. Působil jako postdoktorand na Harvardově univerzitě, Univerzitě Jižní Kalifornie, King's College v Cambridge, Institute for Advanced Study v Princetonu, East-West Center v Honolulu a Havajské univerzitě v Manoe. Byl konzultantem Sorosovy nadace, Fordovy nadace, Světové banky, Asijské rozvojové banky, Gettyho muzea, Národní akademie věd, Evropského centra pro prevenci konfliktů, OSN, UNESCO a dalších institucí. Působil v poradním sboru Hnutí za národní probuzení Východního Turkestánu (East Turkistan National Awakening Movement).
Dru Curtis Gladney nečekaně zemřel při snowboardingu na  Mt. Baldy ve čtvrtek 17. března 2022. Bylo mu 65 let.